# Періш (Муреш)
Періш (рум. Periș) — село у повіті Муреш в Румунії. Входить до складу комуни Горнешть.
Село розташоване на відстані 274 км на північний захід від Бухареста, 18 км на північний схід від Тиргу-Муреша, 81 км на схід від Клуж-Напоки, 136 км на північний захід від Брашова.

## Населення
За даними перепису населення 2002 року у селі проживали 1855 осіб.
Національний склад населення села:
| Національність | Кількість осіб | Відсоток |
| -------------- | -------------- | -------- |
| угорці         | 1587           | 85,6%    |
| румуни         | 168            | 9,1%     |
| цигани         | 100            | 5,4%     |

Рідною мовою назвали:
| Мова      | Кількість осіб | Відсоток |
| --------- | -------------- | -------- |
| угорська  | 1648           | 88,8%    |
| румунська | 188            | 10,1%    |
| циганська | 19             | 1,0%     |